# I Paralyze
«I Paralyze» — сімнадцятий студійний альбом американської співачки і акторки Шер, випущений 28 травня 1982 року на «Columbia Records», будучи її єдиною платівкою, випущеною на цьому лейблі. Альбом виявився комерційним провалом і не потрапив у чарти. Після випуску платівки Шер взяла п'ятирічну перерву в музиці, зосередившись на своїй кінокар'єрі до 1987 року, коли вона випустила альбом «Cher», який отримав платинову сертифікацію.

## Про альбом
1982 рік був досить напруженим для Шер. Відразу після провалу альбому «Black Rose» і розпуску однойменного гурту, співачка вирішила продовжити свою кар'єру як акторки і незабаром отримала роль у виставі «Come Back to the Five and Dime, Jimmy Dean, Jimmy Dean». 8 лютого відбулася її прем'єра в нью-йоркському театрі «Martin Beck Theatre», де були відіграні чотири пробних шоу, після чого з 18 лютого до 4 квітня вистава була відіграна більше п'ятдесяти разів. Через кілька тижнів було офіційно оголошено, що Шер працює над новим альбомом під назвою «I Paralyze», першим синглом якого була обрана пісня «Rudy».
Випущений в травні 1982 року, цей альбом став єдиним альбомом, виданим на лейблі «Columbia Records». Платівку спродюсували Джон Фаррар і Девід Вулфертон, також це була перша співпраця Шер з композитором і продюсером Дезмондом Чайдом, який пізніше став працювати над її альбомами з лейблом «Geffen Records», у тому числі написав їй хіти «Just Like Jesse James» і «We All Sleep Alone». Альбом містив різні музичні стилі. Платівка була проігнорована з боку критиків і публіки, в результаті цього її продажи були дуже поганими. Влітку Шер постаралася підняти продажі, виступивши в рамках промокампанії альбому на «American Bandstand» і «Solid Gold». Так як результати продажу не поліпшувалися, було вирішено завершити промоушен альбому. У липні і на початку серпня Шер працювала на шоу «A Celebration at Caesars Palace» в Лас-Вегасі, виступаючи з тур-програмою «Take Me Home Tour». Після цього режисер Роберт Олтмен запропонував Шер зіграти в кіно-версії «Come Back to the Five and Dime, Jimmy Dean, Jimmy Dean». Критики і громадськість високо оцінили гру Шер і у 1983 році вона була номінована на «Золотий глобус» за найкращу жіночу роль другого плану.
Влітку 1981 року Шер розповідала в інтерв'ю: «Я проводжу багато часу в студії в пошуках нового звучання і продюсера свого наступного диска. Проте, я думаю я знайшла його. Я шукала продюсера, який буде працювати зі мною послідовно, від альбому до альбому. І тут я подумала: „Мені подобається те, що Джон Фаррар зробив з Лілі, і я люблю всі його альбоми“. Потім мені хтось сказав: „Він ні з ким, крім Олівії, не працює“. Я переконала його приїхати, ми поговорили і вирішили спробувати співпрацювати. Тепер я не можу дочекатися часу, коли почую, що Джон хоче зробити. Те, що він пише, є його інтерпретацією мене, він сповнений рішучості зробити свою „Шер“, і, думаю, це буде цікаво».
Альбом записувався в різних місцях: «Souns Lab» в Голлівуді; «RCA Recording Studios» в Нью-Йорку, «Record Plant» і «Cherokee Recording Studios» в Лос-Анджелесі. Коли Шер почула фінальну версію альбому, вона залишилася задоволена результатом. «Я була вражена, коли слухала альбом вчора. Ми прослухали його разом з Джоном Лоффлером (її хлопець на той час) і я дуже хвилювалася, його музика яскрава, і мені хотілося почути його думку щодо альбому». Шер в результаті була втішена, коли Джон сказав, що йому сподобалося.
Альбом містить різні музичні стилі: рок-стиль альбому «Black Rose» у таких композиціях, як «Walk With Me», «The Book of Love» і «Rudy»; легке звучання нової хвилі у «I Paralyze»; деякі балади, такі як «When the Love is Gone» і «Iver Cross Your Mind?»; і стиль «старих 80-х» у «Back On the Street Again» і «Games».
Пісня «I Paralyze», поряд з хітом «Save Up All Your Tears», стали улюбленими для Шер серед своїх пісень. У 2000 році співачка сказала: «Я любила її раніше і люблю її зараз, і я хочу перезаписати її коли-небудь». Шер також зізнавалася, що «I Paralyze» — один з її найулюбленіших лонгплеїв. Співачка казала, що після «Stars» і «Two the Hard Way», це єдиний запис, яким вона пишається. Альбом був вперше випущений на компакт-диску у 1989 році лейблами «The Entertainment Company», "Columbia Records і CBS Records International. 20 липня 1999 року альбом перевидали на лейблі «Varese Vintage», за ліцензією «Sony Music», і був переоцінений критиками і фанатами.
Крім нових пісень, Шер також записала кілька кавер-версій. «Rudy» — спочатку була написана пісня Даліди під назвою «Quand je n'aime plus, je m'en vais». Також «Rudy» стала єдиною піснею альбому, яка з'являлася у деяких виданнях «The Very Best of Cher». Пісня «Back on the Street Again» — була інтерпретацією композиції гурту «The Babys» «Back on My Feet Again». «Games» — пісня, що спочатку була записана співачкою та акторкою Лізою Хартман для її альбому «Letterock» 1982 року, яку вона також виконала у телесеріалі «Knots Landing». Крім того, у 1981 році Шер записала пісню «Dead Ringer for Love» зі співаком Meat Loaf, яка була включена до його альбому «Meat Loaf». Шер, однак, не була вказана на диску як друга вокалістка пісні, хоча вона з'явилася у кліпі до неї. «Dead Ringer for Love» стала хітом в Європі, проте, до альбому «I Paralyze» і його перевидання не потрапила.

## Сингли і промо
10 липня 1982 року Шер з'явилася на шоу «Solid Gold», сам виступ був раніше записаний у червні. 24 липня був показаний виступ співачки на «American Bandstand». Шер співала «I Paralyze» і обидва рази під фонограму. Після цього, Шер ніколи не співала пісні з альбому ні на телебаченні, ні в турне.
До альбому вийшло два сингли. Пісня «Rudy» вийшла як сингл в Америці, Іспанії, Південній Африці та Британії з піснею «Do I Ever Cross Your Mind?» на Б-стороні. Пісня не мала успіху і не потрапила у чарти. Пісня «I Paralyze» вийшла у Великій Британії з композицією «Walk With Me» на Б-стороні, в Америці пісня вийшла як промосингл. До неї, так само, як і до «Rudy», не було знято музичного відео і до чартів пісня не потрапила.

## Відгуки критиків
На момент випуску альбом отримав негативні відгуки, проте, після перевидання був переоцінений в кращу сторону. Журналіст «Chicago Tribune» дав негативний відгук: «Альбом насправді як параліч, адже він дуже нудний». Журнал «People» також погано відгукнувся про альбом, назвавши його «регресією для Шер», але виділив «цікаві» треки «I Paralyze» і «Do I Ever Cross Your Mind?». Журнал «The Canadian Press» назвав Шер однією з найбільш «дратівливих» співачок в світі. Один з критиків взагалі неправильно назвав альбом «I'm Paralyzed».
Лонгплей «I Paralyze» вважається одним з найбільш рідкісних і найбільш розшукуваних альбомів Шер. Після перевидання, альбом був переоцінений критиками, а сама співачка була названа «мамою нової хвилі». «AllMusic» дали позитивну оцінку диску, зазначивши, що мелодії у альбомі ідеально лягають під голос Шер і що він знаменує відмову співачки від її фірмового стилю для переходу у щось більш сучасне.

## Список композицій
Всі треки спродюсував Девід Вулферт, крім «I Paralyze» Джона Фаррара.
| #  | Назва                                                    | Автор                                                                                      | Тривалість |
| -- | -------------------------------------------------------- | ------------------------------------------------------------------------------------------ | ---------- |
| 1. | «Rudy»                                                   | Жак Моралі, Генрі Белодо, Фергі Фредеріксен, Нові Епстайн, Джиммі Хантер, Марк Майєргоффер | 3:54       |
| 2. | «Games»                                                  | Андреа Фарбер, Вінс Меламед                                                                | 3:57       |
| 3. | «I Paralyze»                                             | Джон Фаррар, Стів Кіпнер                                                                   | 3:49       |
| 4. | «When the Love Is Gone»                                  | Дезмонд Чайлд                                                                              | 4:04       |
| 5. | «Say What's on Your Mind»                                | Дж. Готтсчелк                                                                              | 4:06       |
| 6. | «Back on the Street Again» (Спочатку записана The Babys) | Домінік Кінг, Френк Маскер, Джон Вайт                                                      | 3:19       |
| 7. | «Walk with Me»                                           | Чайлд, Девід Волферт                                                                       | 3:32       |
| 8. | «The Book of Love»                                       | Чайлд                                                                                      | 3:23       |
| 9. | «Do I Ever Cross Your Mind»                              | Дорсі Барнетт, Майкл Смазермен                                                             | 4:13       |

## Творці альбому
- Шер — вокал
- Джай Віндінг — аранжувальник, клавішні
- Рік Шлоссер — ударні
- Стів Люкатер — гітара
- Сід Макгінніс — гітара
- Карлос Ріос — гітара
- Том Ротелла — гітара
- Ральф Щукетт — орган
- Річард Крукс — перкусія
- Натан Іст — синтезатор, бас
- Девід Вулферт — синтезатор, гітара, аранжувальник, продюсер
- Ед Волш — синтезатор
- Стів Джордж — бек-вокал
- Том Келлі — бек-вокал
- Мірна Метьюз — бек-вокал
- Деніз Майнеллі — бек-вокал
- Марті Маккол — бек-вокал
- Річард Пейдж — бек-вокал
- Чарльз Коппелмен — виконавчий продюсер
- Джон Фаррар — продюсер
- Кері Менсфілд — продюсер перевидання
- Майк Хурі — продюсер перевидання
- Денніс Ферранте — звукооператор
- Джон Арріасс — звукооператор
- Лі Декарло — мікшування
- Ден Херш — ремікси
- Білл Інглот — мастеринг
- Ненсі Грінберг — артдиректор
- Метт Б. — дизайнер перевидання
- Гаррі Ленгдон — фотограф